# Yekshaveh
Yekshaveh (persiska: یکشوه, Yek Shabā) är en ort i Iran.   Den ligger i provinsen Västazarbaijan, i den nordvästra delen av landet, 500 km väster om huvudstaden Teheran. Yekshaveh ligger 1 506 meter över havet och antalet invånare är 546.
Terrängen runt Yekshaveh är kuperad åt sydost, men åt nordväst är den platt. Runt Yekshaveh är det ganska tätbefolkat, med 134 invånare per kvadratkilometer. Närmaste större samhälle är Būkān, 11,2 km väster om Yekshaveh. Trakten runt Yekshaveh består i huvudsak av gräsmarker.